# کورنوالیس سکوئر
کورنوالیس سکوئر (به انگلیسی: Cornwallis Square) یک منطقهٔ مسکونی در کانادا است که در شهرستان کینگز، نوا اسکوشیا واقع شده‌است.